# Leny Eversong
Leny Eversong (Santos, 10 de setembro de 1920 — São Paulo, 29 de abril de 1984) nome artístico de Hilda Campos Soares da Silva, foi uma cantora brasileira, especializada em música internacional.
Leny cantava em português, com preferência pelos sambas-exaltação do Brasil, cantando também em espanhol, francês e italiano. Tornou-se conhecida por cantar em inglês nos Estados Unidos, mesmo sem ser fluente no idioma, onde teve show visto por Frank Sinatra.

## Biografia
Leny nasceu na cidade litorânea de Santos, em 1920. Dona de uma voz poderosa, venceu um concurso de talentos mirins na Rádio Clube de sua cidade natal aos 12 anos. Em 1937 foi para o Rio de Janeiro, onde se apresentou na Rádio Tupi, atuando também em shows no Cassino da Urca e no Copacabana Palace. Mas sua carreira não decolou. Voltou então a São Paulo, onde ainda atuaria até meados dos anos 1950.
Leny começou a gravar em 1942, como crooner da orquestra de Anthony Sergi, o Totó. Só gravava temas internacionais, na maioria norte-americanos. Em 1951, começou a gravar também em português. Passou pela Rádio Excelsior, de São Paulo e Nacional de São Paulo. Mas foi apenas a partir da inauguração da Rádio Mundial do Rio de Janeiro, em 1955, que sua carreira decolou. Em pouco tempo já recebia um dos maiores salários do rádio brasileiro.
A partir de dezembro de 1956 começou a se apresentar nos Estados Unidos em shows, principalmente em Las Vegas, onde fez várias temporadas nos famosos cassinos e televisão, culminando com uma participação em 6 de janeiro de 1957 num programa apresentado por Ed Sullivan, onde intercalava suas interpretações com as de um jovem astro do rock chamado Elvis Presley. Em 58, cantou no Olympia de Paris. Lançou discos gravados nos Estados Unidose Paris.
Também apresentou-se na Argentina, como uma cantora norte-americana, depois na Venezuela, Cuba, Peru, Chile e Uruguai.
Criticada no Brasil por só cantar músicas estrangeiras, gravou também compositores brasileiros, como Lupicínio Rodrigues, Tom Jobim e Adoniran Barbosa, mas celebrizou-se mesmo no cancioneiro internacional, cantando em inglês, sobretudo, mas também em francês, espanhol e italiano. Alguns dos seus maiores êxitos foram as gravações de "Jezebel" (Shanklin) e o "Canto afro-cubano", um medley com "Tierra va tembla" (Mariano Merceron) e "El cumbanchero" (Rafael Hernandez). Também marcantes foram suas gravações de "Granada" (Agustín Lara) e "Samba internacional" (Sidney Morais).
Nos anos 1960 voltou a São Paulo, trabalhando nas emissoras Record, Excelsior e Tupi. Em 1965, participou da montagem da Ópera dos Três Vinténs, de Brecht e de alguns festivais como o Festival de Música Popular Brasileira 1966 na TV Record. No Rio atuou em 1968 num show na boate Drink junto com Cauby Peixoto, registrado em disco gravado ao vivo, seguindo por sua última turnê pelos EUA, onde gravou um especial para a Rede CBS. Em 1970 voltou ao Rio para um show no Canecão.

## Últimos anos e morte
A partir de 1973 foi afastando-se lentamente da vida artística, por motivos pessoais e de saúde. Seu marido, Francisco Luís Campos Soares da Silva (conhecido como Nei) desapareceu misteriosamente na noite de 4 de agosto de 1973, aos 52 anos, quando viajava de carro da capital paulista para o Guarujá. O corpo de Ney nunca foi oficialmente encontrado e a morte nunca foi esclarecida, tendo sido oficializada apenas em 1987, embora haja evidências de que a polícia o identificou com base na arcada dentária de corpo já em decomposição encontrado em praia de Bertioga, no litoral paulista. Acredita-se que Ney tenha sido assassinado por agentes do Dops depois de ser confundido com um sindicalista envolvido na luta contra a ditadura de 1964. Depois do fato, Leny se afastou da vida e da carreira. Sua última aparição relevante como cantora foi no programa exibido pela TV Tupi em 1978. Em 1983, apareceu pela última vez na televisão, no programa Show Sem Limite, do SBT, então apresentado por Sérgio Chapelin.
O desgosto com o desaparecimento do marido, junto ao diabetes e o excesso de peso a tornaram ainda mais reclusa. Após o desaparecimento do marido, Leny também entrou em crise financeira, já que não podia movimentar a conta bancária, que tinha com o marido, nem vender patrimônio, pois todos os seus bens estavam bloqueados. Pelas leis brasileiras, só se expede o óbito depois de 20 anos de desaparecimento e Leny não tinha mais como se sustentar.

### Morte
Leny morreu em 29 de abril de 1984, aos 63 anos, na capital paulista, em decorrência de complicações relacionadas ao diabetes.

## Filmografia
- Leny, a fabulosa - documentário de Ney Inacio, 2015 - 54' - com a foto com Elvis.[7]
- O Santo Módico - filmes dirigido por Robert Mazoyer, 1961 - tendo no elenco Léa Garcia, Breno Mello.